# Sulfhidrilbystrita
La sulfhidrilbystrita és un mineral de la classe dels silicats que pertany al grup de la cancrinita. Rep el nom per la presència de grup sulfhidril (SH) i la seva relació amb la bystrita.

## Característiques
La sulfhidrilbystrita és un silicat de fórmula química Na₅K₂Ca[Al₆Si₆O24](S₅)₂(SH). Va ser aprovada com a espècie vàlida per l'Associació Mineralògica Internacional l'any 2015, sent publicada per primera vegada el 2017. Va ser el primer mineral conegut amb sulfhidril. Cristal·litza en el sistema trigonal. La seva duresa a l'escala de Mohs es troba entre 4,5 i 5.
Segons la classificació de Nickel-Strunz pertany a «09.FB - Tectosilicats sense H₂O zeolítica amb anions addicionals» juntament amb els següents minerals: afghanita, bystrita, cancrinita, cancrisilita, davyna, franzinita, giuseppettita, hidroxicancrinita, liottita, microsommita, pitiglianoïta, quadridavyna, sacrofanita, tounkita, vishnevita, marinellita, farneseïta, alloriïta, fantappieïta, cianoxalita, balliranoïta, carbobystrita, depmeierita, kircherita, bicchulita, danalita, genthelvita, haüyna, helvina, kamaishilita, lazurita, noseana, sodalita, tsaregorodtsevita, tugtupita, marialita, meionita i silvialita.
L'exemplar que va servir per a determinar l'espècie, el que es coneix com a material tipus, es troba conservat a les col·leccions del museu mineralògic de la Universitat Estatal de Sant Petersburg (Rússia), amb el número de catàleg: 1/19636.

## Formació i jaciments
Va ser descoberta al dipòsit de latzurita de Malo-Bystrinskoe, a la vall del riu Malaya Bystraya, dins l'àrea del llac Baikal (óblast d'Irkutsk, Rússia), on es troba als marges de masses de latzurita, substituint-la. Es troba associada a altres minerals com: pirita, flogopita, diòpsid i calcita. Aquesta dipòsit rus és l'únic indret de tot el planeta on ha estat descrita aquesta espècie mineral.